# Sophia Goudstikker
Sophia Goudstikker (Róterdam, 15 de enero de 1865-Múnich, 20 de marzo de 1924) fue una fotógrafa alemana de origen holandés. Fue una de las principales activistas por los derechos de las mujeres en Múnich, a principios del siglo XX, socia y compañera de Anita Augspurg. Cuando su sociedad se disolvió, ambas se unieron a Ika Freudenberg para crear la Sociedad para la promoción de los intereses Intelectuales de las mujeres. Goudstikker sirvió de inspiración a tres escritores diferentes,  para describir a una mujer más masculina que desafiaba las caracterizaciones femeninas típicas. Fue la primera mujer alemana, soltera, en obtener una licencia para fotografiar, y primera mujer a la que se le permitió defender los casos ante el tribunal de menores.

## Biografía
Sophia Goudstikker nació el 15 de enero de 1865 en Róterdam, Países Bajos, hija de Grietje (de soltera Klisser) y Salomon Elias Goudstikker. En 1867, la familia se estableció en Hamburgo, para después trasladarse a Dresden, donde Salomon murió en 1892. Goudstikker asistió a una escuela de arte en Dresden, dirigida entonces por la hermana de Anita Augspurg, lo que motivó que las dos jóvenes se conocieran cuando Anita fue a la ciudad de visita. Tras heredar una propiedad de su abuela, Augspurg determinó junto con Goudstikker abrir una empresa comercial en Múnich dirigida por mujeres.

## Trayectoria feminista
Cuando Goudstikker y Augspurg llegaron a Múnich, fundaron el Hofatelier Elvira en 1887. Goudstikker fue la primera mujer alemana, soltera, en obtener una licencia real para la fotografía. El estudio se convirtió en un lugar de encuentro vanguardista  y fue frecuentado por numerosas personalidades como Isadora Duncan,Marie-Adélaïde, Gran Duquesa de Luxemburgo,Rainer Maria Rilke,y otros artistas, intelectuales y miembros de la realeza se fotografiaron allí. En 1898, la sociedad se disolvió y Goudstikker dirigió el estudio en solitario hasta 1908. Contrató al arquitecto August Endell para que diseñara un local, en el número 15 de Von-der-Tann-Straße, que se hizo muy famoso. La fachada Art Nouveau turquesa y violeta con un dragón estilizado en bajorrelieve se convirtió en un símbolo reconocible. La hermana menor de Goudstikker, Mathilde Nora, a menudo llamada Nora, se unió a ella para trabajar como fotógrafa. En los últimos años de su vida, Goudstikker arrendó el negocio a la fotógrafa Emma Uibleisen, pero la Primera Guerra Mundial y sus secuelas habían dispersado su tradicional clientela.

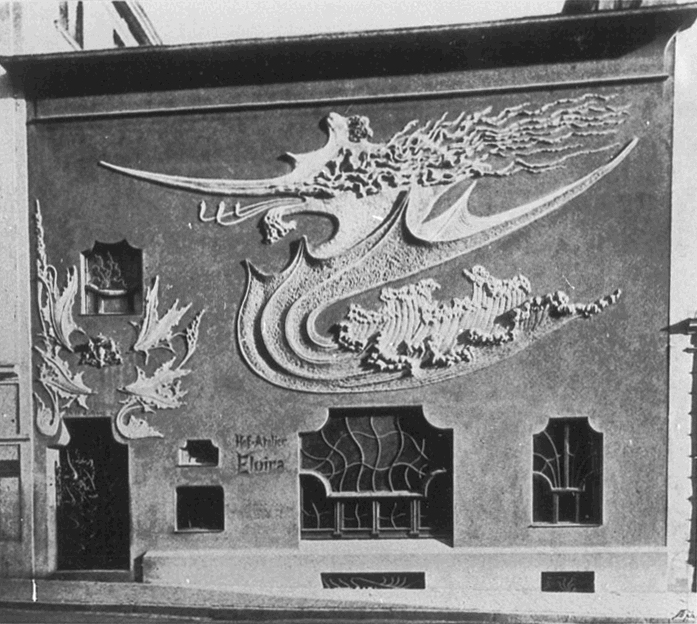
Taller (Hofatelier) Elvira

A medida que su negocio de fotografía crecía, las dos mujeres se convirtieron en feministas acérrimas. Goudstikker y Augspurg estaban interesadas en redefinir los espacios de las mujeres. Goudstikker llevaba el pelo corto y ropa cómoda y sencilla,proyectando lo que a sus contemporáneas les parecía una masculinidad femenina. Fue la inspiradora de personajes como "Hans" en Mädchenreign de Lou Andreas-Salomé, "ella" en She and He, de Frieda von Bülow y "Box" en la novela de Ernst von Wolzogen El tercer sexo. Las entradas del diario de Salomé y Bülow confirman que Goudstikker fue la musa de los tres personajes y le dieron el apodo de "Puck".
En 1889, Goudstikker y Augspurg se unieron al movimiento para el acceso de las mujeres a los estudios universitarios, German Women for Reform, y, al año siguiente, se unieron a Modern Life Society para promover la modernidad en los ámbitos sociales y artísticos de las mujeres. Las reuniones de ambas organizaciones eran vigiladas por la policía, que creía que fomentaban la inmoralidad y violaban la prohibición de participación política de las mujeres. Augspurg era a menudo la oradora, mientras que el trabajo de Goudstikker consistía en convencer a las autoridades de que las reuniones no tenían fines de agitación política.
En mayo de 1894, Goudstikker y Augspurg fundaron la Sociedad para los intereses de la mujer, en alemán: Vereins für Fraueninteressen (VFF), para ampliar el alcance de las organizaciones de mujeres e incluirlas en la esfera socioeconómica.Ika Freudenberg fue una de las fundadoras de esta organización, y aunque era una feminista más moderada, fue su directora desde 1896 hasta su muerte. Cuando la asociación de Augspurg y Goudstikker se disolvió, Goudstikker se orientó hacia cuestiones prácticas del feminismo centrándose en la paridad económica y jurídica. Dirigió la oficina de protección jurídica de la VFF desde su fundación en 1898 hasta su muerte y fue la primera mujer alemana a la que se le permitió representar casos en tribunales de menores. En los tribunales de menores, no se requería un título o licencia jurídica y, aunque autodidacta, la destreza de Goudstikker en la defensa legal hizo que se ganara el respeto en Múnich. Cuando se terminó de construir  el nuevo edificio del estudio, Goudstikker y Freudenberg vivían juntas en el edificio situado detrás del estudio en el número 3a de la calle Königinstraße. En 1898 Goudstikker se convirtió del judaísmo al protestantismo.
Goudstikker murió en Múnich el 20 de marzo de 1924.

## Legado
Goudstikker se ha convertido en un referente de estudios sobre el lesbianismo en Estados Unidos, mientras ha sido ignorada en gran medida en Alemania. En una época en la que los ideales victorianos de la feminidad seguían siendo el de la mujer casada, en unión heterosexual, al cuidado de los hijos y de los asuntos domésticos. La reivindicación de  la libertad sexual y el deseo de las mujeres era un concepto relativamente nuevo y no aceptado por la mayoría de las activistas ni del público en general de entonces. Las mujeres de su círculo se esforzaron por redefinir lo que era la comunidad de mujeres. Se informó ampliamente que Hofatelier Elvira era un enclave para la creciente visibilidad de las parejas del mismo sexo. Desde una perspectiva de género, Goudstikker evita una interpretación binaria estricta ya que sus relaciones comerciales y personales fueron variadas. Con Augspurg, ambas se esforzaron por encarnar rasgos masculinos, mientras  la relación de pareja con Freudenberg fue descrita por ella misma como femenina, y en sus relaciones con Bülow y Salomé, hay un aspecto femenino compartido. En parte, la época imbuía independencia a la identidad masculina, y la androginia de Goudstikker obligó a los escritores a intentar restaurar su feminidad o destruirla por completo y masculinizarla. Un parque en Múnich Ramersdorf lleva su nombre.(48°06′49″N 11°36′05″E / 48.1136213, 11.601257)